# L'Incendie (album de Brigitte Fontaine)
Pour les articles homonymes, voir L'incendie.
Albums de Brigitte Fontaine
Je ne connais pas cet homme
(1973) Le Bonheur
(1975)
L'Incendie est le sixième album de Brigitte Fontaine, accompagnée par Areski Belkacem, publié en 1974. C'est le deuxième album du tandem Areski-Fontaine.
Le 6 septembre ouvre le disque en revenant, sur un mode distancié, sur les fameux septembre noir (évènement et organisation). Les Petites Madones prend position contre la peine de mort.  Ragilia poursuit dans cette veine revendicatrice en mêlant autoportrait et constat général (« je suis un peu triste alors je vais prendre un médicament »). Également autobiographique, Nous avons tant parlé analyse un des aspects du couple. 
Dans Déclaration de sinistre, le poète décrit un incendie (« le jardin brûle derrière les grilles », « les citrons gris explosent ») et Après la guerre dessine un monde parfait, annonçant Le Repas des dromadaires sur Vous et nous.
Le titre Déclaration de sinistre inspirera le single Garde le pour toi, du groupe Paradis. L'ironique L'Engourdie écrit pour Françoise Hardy (qui ne l'a jamais chanté) s'inscrit en contrepoint de Ragilia. Pour L'Abeille, Areski et Brigitte ont échangé leurs fonctions : le premier a écrit le texte et la seconde composé la musique. 
Enfin l'opus s'achève sur le sensuel Chant des Chants, dont le titre fait référence au célèbre poème de l'Ancien Testament attribué à Salomon, ici à la gloire d'Areski.

## Titres
| No  | Titre                   | Durée |
| --- | ----------------------- | ----- |
| 1.  | Le 6 septembre          |       |
| 2.  | Ragilia                 |       |
| 3.  | Il pleut sur la gare    |       |
| 4.  | Déclaration De Sinistre |       |
| 5.  | Les Murailles           |       |
| 6.  | L'Engourdie             |       |
| 7.  | Nous Avons Tant Parlé   |       |
| 8.  | Les Borgias             |       |
| 9.  | Les Petites Madones     |       |
| 10. | L'Abeille               |       |
| 11. | Après La Guerre         |       |
| 12. | La Tête Bandée          |       |
| 13. | Le Chant Des Chants     |       |